# ANTIAS (プロレス)
ANTIAS（アンチアス）は、日本のプロレス団体DRAGON GATEで活動していたヒールユニットである。

## 概要
2018年1月、若手中心へのシフトチェンジの一環としてVerserKからユニット名を改めた。
2月、現世代との闘いを望んでTRIBE VANGUARDを脱退し、これまで執拗に勧誘していたKzyに再度接近するが拒否。Kzyに暴行を与えているところに堀口元気、横須賀ススムが救出。3月に6人タッグマッチが決定した。
3月、Kzy組とのタッグマッチに勝利。なおも暴行を加えるもパンチ富永が乱入。さらにKzyはANTIASを恨むヤツとして"brother"YASSHIを呼びこむ（YASSHIは自分の許可なしにVerserKが消滅したことに対しての怒りを露にした）。これにより、4月の後楽園大会にて5対5（鷹木、Eita、T-Hawk、リンダ、神田対Kzy、ススム、堀口、富永、YASSHI）の大江戸式イリミネーションマッチが決定。
4月、後楽園ホールでのイリミネーションマッチに敗戦（後にKzy側5人は新ユニット、NATURAL VIBESを結成した）。
5月、Eita、T-Hawkのツインゲート王者がビッグR清水、Ben-K（ビッグBen）に敗れ、王座陥落。同日のメインで鷹木、神田、リンダの3人が金網戦に出場し、全員勝ち抜け（同時に鷹木は保持していたお笑いゲート王座を返上）。
翌日、T-Hawkとエル・リンダマンがDRAGON GATE所属として上海のOWEに渡った。
7月、OVER GENERATIONとの解散マッチに勝利。
神戸大会ではEitaがブレイブゲート戦でドラゴン・キッドから王座奪取。その他吉田、神田、さらには助っ人としてZERO1の田中将斗を加えてトライアングルゲートに、鷹木は吉野正人のドリームゲートに挑戦も、それぞれ敗れる。
8月、YAMATO、B×Bハルク対土井成樹、ビッグR清水のツインゲート戦に乱入。同時に清水がANTIASに加入した。土井はTRIBE VANGUARDとMaxiMuMの連合チームでANTIASとの試合を依頼するもYAMATO側は拒否。しかしBen-Kが食い下がり、これを承諾。翌月の後楽園ホール大会にてANTIAS対TRIBE VANGUARD&MaxiMuM（鷹木、Eita、吉田、神田、清水対YAMATO、ハルク、土井、吉野、Ben-K）10人タッグマッチが決定した。
9月、10人タッグマッチの最終盤、突如Ben-Kが土井吉を裏切り、ANTIASに加入（Eitaが見えないところで動かしていたことの答えもそれだった）。さらにEitaが大田区大会でのユニット改名を発表（EitaはANTIAS改名時からユニット名を気に入ってなかった）。他団体から新メンバー（X）を呼び込むことも明らかにした。同日、鷹木が10.07博多大会を最後にDRAGON GATEを卒業、フリー転向の意向を表明した。
仙台大会でEitaがブレイブゲート戦でパンチ富永から防衛に成功。メインイベントでは吉田がハンデ（王者の丸め込み禁止）付でドリームゲート戦に望んだが敗戦。
大田区大会で新ユニット名をR・E・D（リアル・エクストリーム・ディフュージョン）と発表。同時に発表したXの正体はKAZMA SAKAMOTOだった。

## メンバー
- 鷹木信悟（リーダー）
- 神田裕之
- 吉田隆司
- Eita
- ビッグR清水
- Ben-K

## 元メンバー
- T-Hawk
- エル・リンダマン

## 期間限定メンバー
- 田中将斗（ZERO1）

## タイトル歴
- オープン・ザ・ツインゲート統一タッグ王座

第41代：T-Hawk&Eita
（2017年12月23日獲得、2018年5月6日陥落/防衛2回）
- オープン・ザ・ブレイブゲート王座

第35代：Eita
（2018年7月22日獲得/移行時防衛1回）